# Alfred von Rodt
Alfred von Rodt (Bern, 10 september 1843 - San Juan Bautista, 4 juli 1905) was een Zwitsers militair en ondernemer die sinds 1877 in Chili woonde.

## Biografie
Alfred von Rodt was een zoon van Karl von Rodt en van Marie Sophie Françoise van der Meulen. Na zijn schooltijd in Bern studeerde hij in Tharandt voor bosbouwkundig ingenieur. Nadien studeerde hij aan de Federale Polytechnische Hogeschool van Zürich, al behaalde hij er geen diploma.
In 1865 trad hij toe tot het Oostenrijkse leger. In 1866 geraakte hij gewond in de Slag bij Náchod tijdens de Oostenrijks-Pruisische Oorlog. In 1870 werd hij uit het leger ontslagen.
Vervolgens verbleef hij in Frankrijk en Spanje. Nadien emigreerde hij naar Chili, waar hij in 1877 het recht verkreeg om de grondstoffen van de Juan Fernández-archipel te exploiteren. Von Rodt werd echter geruïneerd toen vanwege de Salpeteroorlog (1879-1884) de export van hout, zeevruchten en met name kreeften, zou kelderen. In 1895 benoemd tot koloniaal inspecteur, waarna hij in 1902 huwde met de Chileense Antonia Sotomayor Flandes.

## Werken
- (es)  El diario de Alfredo de Rodt, subdelegado e inspector de colonia de las Islas Juan Fernández, 2005.